# والنتینا استنینا
والنتینا استنینا (روسی: Валентина Серге́евна Стенина؛ زادهٔ ۲۹ دسامبر ۱۹۳۴) اسکیت‌باز سرعت اهل اتحاد جماهیر شوروی سوسیالیستی است.